# Genesion (Monat)
Genesion (altgriechisch Γενεσιών) ist ein Monat des Kalenders von Magnesia am Mäander.
Über den Monat ist wenig bekannt, weder seine Stellung im Jahr noch die vor oder nach ihm liegenden Monate sind überliefert. Die inschriftliche Quelle aus Magnesia und die Tatsache, dass der Monat nur für einen einzigen Kalender der ionischen Kalendergruppe belegt ist, erlauben auch keine Erschließung. Der Name wird auf das in diesem Monat begangenes Fest Genesia zurückgeführt, das aus Athen als Totenfest bekannt ist. Eine Erwähnung des Festes bei Herodot und die Benennung mehrerer Monate verschiedener griechischer Kalender nach dem Fest – neben dem Genesion des magnesischen, dem Genesios des arkadischen und dem Genetios des malischen Kalenders – wird ein gesamtgriechisches Fest angenommen.